# Пенал (рагби 15)
Шут из казне (енгл. Penalty kick) је један од четири начина поентирања у рагбију. Када противничка екипа прекрши правила игре, судија је кажњава, па екипа у нападу има право да шутира на гол са места где је направљен прекршај. Шут из казне доноси 3 поена. Играч поставља чуњ на терен, лопту на чуњ и има довољно времена да се сконцетрише пре шута.